# Szlak Łez

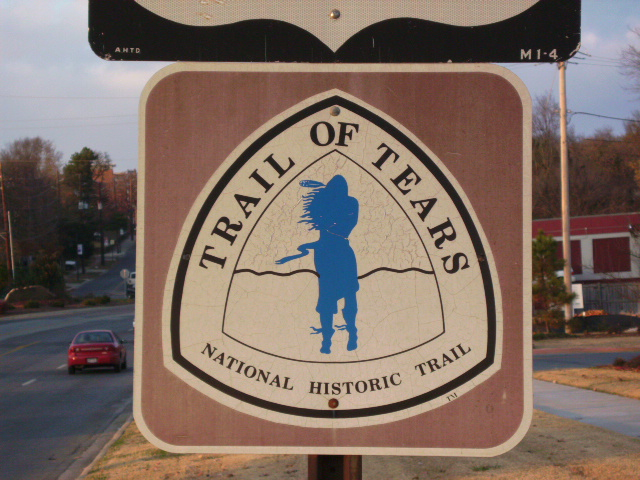
Współczesny znak na Szlaku Łez

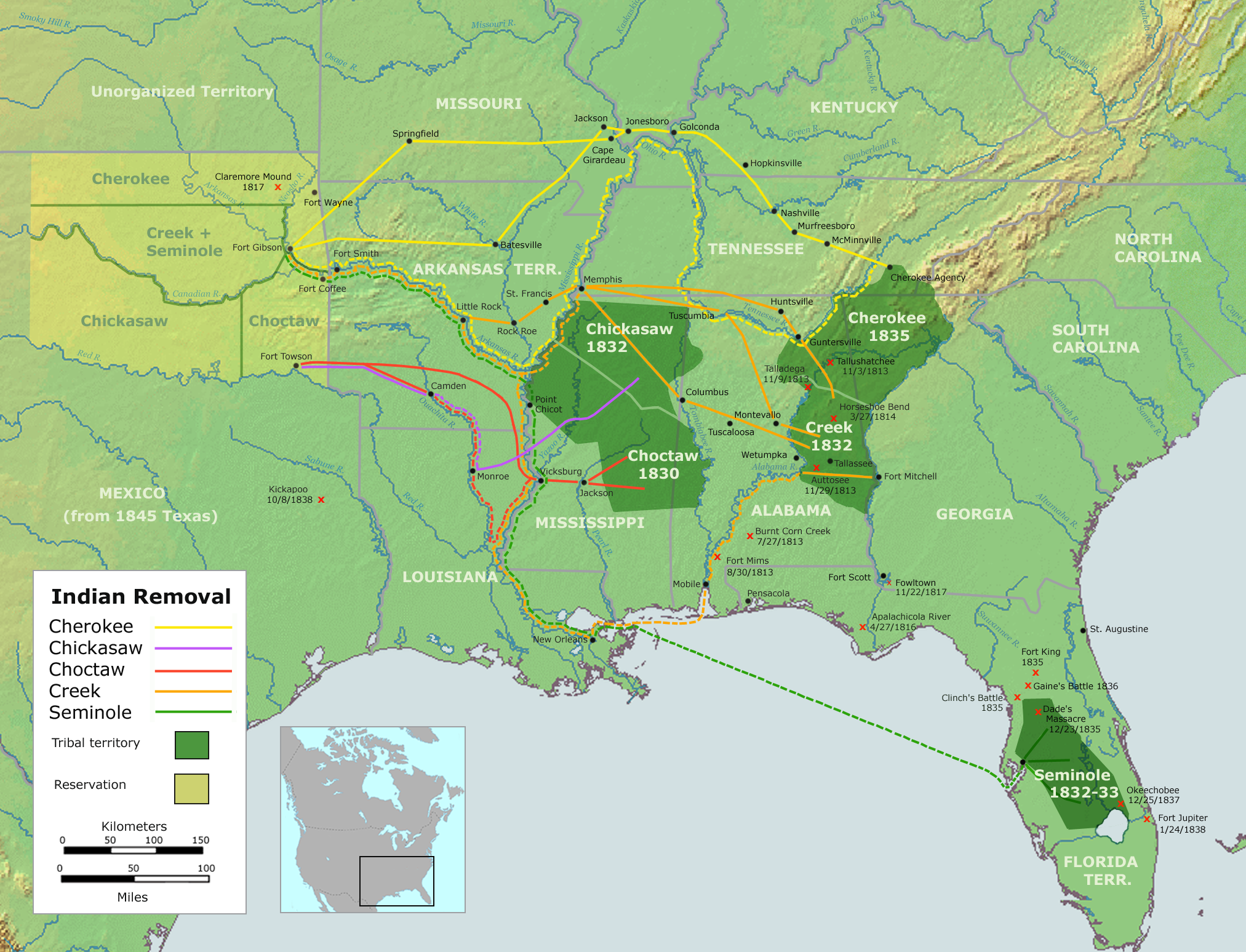
Trasy wysiedleń Pięciu Cywilizowanych Plemion na Terytorium Indiańskie

Szlak Łez, także Droga Łez (ang. Trail of Tears) – trasa przymusowej deportacji Indian (głównie z grupy tzw. „Pięciu Cywilizowanych Plemion"), podróżujących nią wraz ze swoimi czarnymi niewolnikami, mieszkających w południowo-wschodnich stanach Stanów Zjednoczonych na Terytorium Indian w granicach obecnej Oklahomy, mającej miejsce w latach 1831–1838. Nazwa „Szlak Łez” nawiązuje do opisu tragicznej sytuacji wysiedlanych Indian. Wielu rdzennych mieszkańców USA opłaciło wędrówkę cierpieniem, chorobami lub śmiercią. Zginęło między innymi około 4000 z 15 000 wysiedlonych Czirokezów.
Wiele źródeł wskazuje na pochodzenie nazwy z języka Czirokezów, którzy byli największym z wysiedlanych plemion. Pierwszymi wysiedlanymi w tym okresie byli Czoktawowie, a nazwy „Szlak Łez i Śmierci” użył w rozmowie z reporterem „Arkansas Gazette” w Little Rock jeden z pierwszych wodzów Czoktawów, którzy podczas deportacji dotarli na Terytorium Arkansas. Słowa te zostały rozpowszechnione przez gazety Wschodniego Wybrzeża, a szczególnie spopularyzowane 7 lat później podczas wysiedleń Czirokezów.
Do 1831 Indianie z plemion Cherokee, Chickasaw, Choctaw, Muscogee-Creek i Seminole (określani czasem łącznie jako Pięć Cywilizowanych Narodów) żyli w sąsiedztwie białych przybyszy na terenach południowo-wschodnich stanów USA. Potrzeba zdobycia nowych terenów (25 mln akrów) dla przybywających z Europy osadników spowodowała wydanie przez prezydenta Andrew Jacksona dekretu Indian Removal Act, skutkującego największymi przymusowymi wysiedleniami w historii Stanów Zjednoczonych.
W latach 1830–1850 około 100 tys. amerykańskich Indian żyjących na terenach południowych stanów na wschód od rzeki Missisipi deportowano na zachód, stosując wszelkie możliwe zabiegi, włącznie z użyciem armii Stanów Zjednoczonych.
Poszczególne plemiona wysiedlano w następujących latach: Czoktawowie – 1831, Seminole – 1832, Krikowie – 1834, Czikasawowie – 1837 i Czirokezi – 1838.

## Wysiedlenie Czoktawów

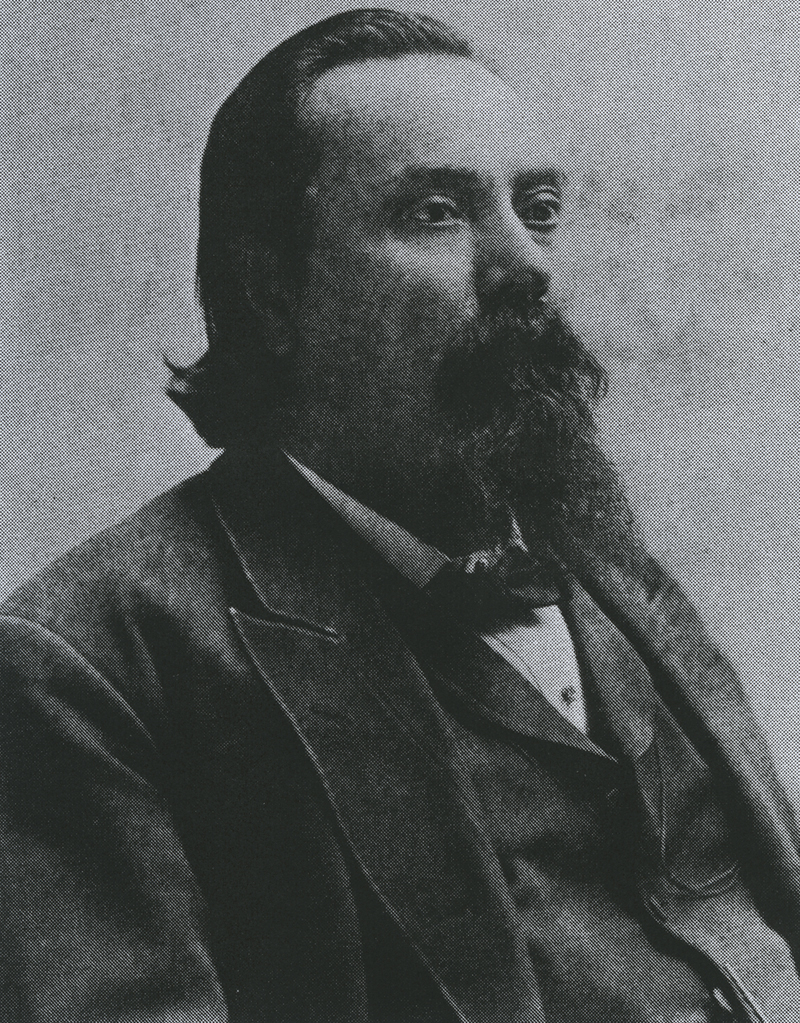
Zdjęcie George’a W. Harkinsa, jednego z wodzów narodu Czoktawów i autora głośnego „Listu pożegnalnego do Amerykanów” z 1832 r.

W latach 1786 do 1830 Czoktawowie podpisali z rządem Stanów Zjednoczonych dziewięć traktatów, które stopniowo okrawały ich terytoria znajdujące się pierwotnie na terenach obecnych Missisipi, Alabamy i Luizjany. Pierwszy z traktatów (ang. Treaty of Hopewell) podpisano 3 stycznia 1786: w zamian za 69 120 akrów ziemi Czoktawowie mieli mieć uregulowane relacje z rządem Stanów Zjednoczonych oraz zapewnioną ochronę. Od 1801 roku polityka trzeciego prezydenta USA Thomasa Jeffersona, mająca na celu usunięcie Indian z terenów leżących na wschód od Missisipi, polegała na masowym zadłużaniu Indian na wysokie kwoty w tzw. punktach handlowych (ang. trading posts) i zawieraniu nowych traktatów okrawających ziemie Indian z powodu niespłaconych długów. Ostatni z traktatów – Traktat Strumienia Tańczącego Królika (ang. The Treaty of Dancing Rabbit Creek), podpisany za prezydentury Andrew Jacksona w 1830 roku, zmuszał Czoktawów do opuszczenia rdzennych ziem. Czoktawowie zostali podzieleni na trzy grupy i mimo iż intencją rządu było ich dobre traktowanie, aby w ten sposób zachęcić kolejne grupy Indian do przenosin, wiele nieuczciwych agencji podnoszących ceny na towary nawet o 300%, a także wyjątkowo zła pogoda i tragiczna organizacja spowodowały gehennę tego narodu, opisaną przez Thomasa Harkinsa jako „Szlak Łez i Śmierci”. Źródła są niejednoznaczne co do skali procesu i podają, że w latach 1831–1834 deportowano na tereny obecnej Oklahomy 7,5–8 tys. Czoktawów, a około 1 tys. pozostało – często ukrywając się – na terenie Missisipi bądź, co jest bardziej prawdopodobne, 12,5 tys. deportowano, 2,5 tys. zmarło w drodze, a 5–6 tys. pozostało. Indianie, którzy pozostali w Missisipi, stali się celem częstych ataków polegających na „biczowaniu, zakuwaniu w kajdany, wiązaniu oraz nękaniu w inny sposób, aż do doprowadzenia do śmierci najlepszych przedstawicieli”.

## Wysiedlenie Czirokezów

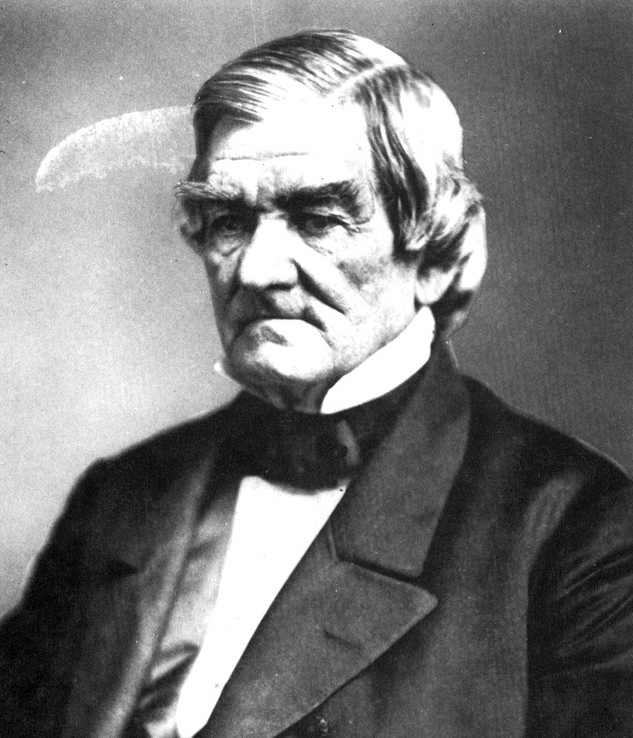
Wódz Czirokezów John Ross wysiedlony z jedną z ostatnich grup Indian, w listopadzie 1838 roku

Przed przybyciem Europejczyków Czirokezi zamieszkiwali olbrzymie terytoria obecnych południowo-wschodnich stanów USA. Byli narodem, który stopniowo, poprzez handel i wspólne małżeństwa z białymi, zmienił tryb życia ze zbieracko-łowieckiego na osiadły o charakterze rolniczym, jednak w ciągu stu lat (1721–1819) około 90% ich ziem zostało przekazanych obcym. Jeszcze przed rokiem 1820 dzięki własnemu alfabetowi stworzonemu przez Sekwoję wyeliminowano analfabetyzm oraz stworzono podwaliny własnych władz z własną konstytucją uchwaloną w 1827, deklarującą m.in. niepodległość narodu Czirokezów. W roku 1830, w którym ogłoszono Indian Removal Act, na terenach, które pozostały w rękach Czirokezów, odkryto złoto. W kolejnych latach w Georgii odbyło się 6 loterii, które dzieliły indiańskie ziemie pomiędzy białych. W 1835 roku w stolicy ziem Czirokezów w miejscowości New Echota, leżącej na terenie obecnego stanu Georgia, podstępem spowodowano podpisanie traktatu, który za kwotę 5 mln USD oraz ziemie na terenie obecnej Oklahomy zmuszał Czirokezów do emigracji na zachód od rzeki Missisipi. Mimo licznych protestów (m.in. przez 15 tys. Czirokezów i ich wodza Johna Rossa) w maju 1836 został on ratyfikowany przewagą jednego głosu przez Senat Stanów Zjednoczonych. Od maja do listopada 1838 roku, w grupach po 1000 osób, z pomocą wojska i milicji, wysyłano Indian na zachód. Tragiczne warunki pogodowe, początkowo susza, później olbrzymie opady, wreszcie śniegi i mróz sprawiły, że po drodze zginęło około 4 tys. osób, co stanowiło około jednej piątej populacji Czirokezów. Jeden z Indian, który przeżył Szlak Łez, opowiadał później:

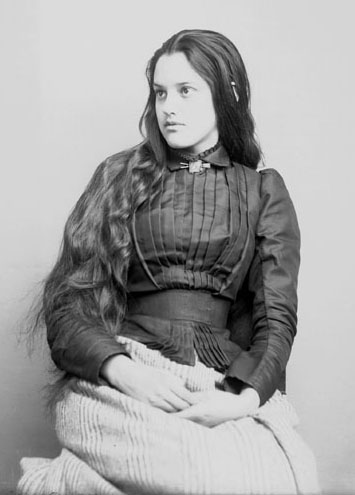
Marcia Pascal (ur. 1880), córka pułkownika Pascala była jedną z wysiedlonych.

Długo byliśmy w drodze na nowe ziemie. Ludzie źle znosili opuszczenie ziem ojczystych. Kobiety płakały i smutno zawodziły. Dzieci płakały i wielu mężczyzn płakało, i wszyscy spoglądali posępnie, kiedy umierali przyjaciele, lecz nie mówili nic i zwieszając głowę posuwali się naprzód na zachód. Minęło wiele dni i zmarło wielu ludzi. Pochowaliśmy ich na szlaku.